# Cynomya desvoidyi
Cynomya desvoidyi är en tvåvingeart som först beskrevs av Jaennicke 1867.  Cynomya desvoidyi ingår i släktet Cynomya och familjen spyflugor. Inga underarter finns listade i Catalogue of Life.